# ノロジカ
ノロジカ（標準和名：ノロ〈獐、麞〉、Capreolus capreolus）は、シカ科ノロ属に分類される哺乳類。

## 分布
アゼルバイジャン、アルバニア、アルメニア、アンドラ、イギリス、イタリア、イラク、イラン、ウクライナ、エストニア、オーストリア、オランダ、ギリシャ、クロアチア、サンマリノ、ジョージア、シリア、スウェーデン、スイス、スペイン、スロバキア、スロベニア、セルビア、チェコ、デンマーク、ドイツ、デンマーク、トルコ、ノルウェー、フィンランド、フランス、ブルガリア、ベラルーシ、ベルギー、ポーランド、ボスニア・ヘルツェゴビナ、ポルトガル、マケドニア、モナコ、モルドバ、モンテネグロ、ラトビア、リトアニア、リヒテンシュタイン、ルクセンブルク、ロシア西部。イスラエル、レバノン、中国、朝鮮では絶滅。
なお、ノロジカおよび化石種であるミヤコノロジカ（Capreolus miyakoensis）が日本列島（南西諸島）から発見されている。

## 形態
体長約1 - 1.3 m、尾長約5 cmと小型のシカ。体毛は、夏毛は赤褐色で、冬毛は淡黄色である。吻に黒い帯状の斑があり、下顎端は白い。喉元には多彩な模様を持つのがこの種の特徴である。臀部に白い模様があるが、雌雄で形は異なる。角はオスのみが持ち、表面はざらついており、先端が三つに分岐している。生え変わる時期は冬。

## 生態
夜行性で、夕暮れや夜明けに活発に行動する。食性は植物食で、灌木や草、果実などを食べる。

## 人間との関係
20世紀前半には生息地の破壊や乱獲によって、生息数が減少しヨーロッパ南部では多くの分布域で絶滅した。近年は狩猟が規制されたことや再導入が進められ、2016年の時点では生息数が増加傾向にある。一方で再導入による遺伝子汚染、密猟、イヌによる捕食、交通事故などによる影響も懸念されている。